# أوكسانا تشيركاشينا
أوكسانا ليونيديفنا تشيركاشينا (بالأوكرانية: Черкашина Оксана Леонідівна)( مواليد 7 مايو 1988) هي ممثلة مسرحية وسينمائية أوكرانية.

## السيرة الذاتية
ولدت تشيركاشينا في 7 مايو 1988 في مدينة خاركيف الأوكرانية. التحقت بجامعة كييف الوطنية للسينما والتلفزيون في عام 2005، وحصلت منها على درجة ماجستيرالآداب في عام 2009. تعمل مدربة ومخرجة في "مدرسة تيستو للتمثيل" منذ عام 2014.